# Encymon cinctipes
Encymon cinctipes es una especie de coleóptero de la familia Endomychidae.

## Distribución geográfica
Habita en Birmania y Assam.